# 327

327(삼백이십칠)은 326보다 크고 328보다 작은 자연수다.

## 수학
- 합성수로, 그 약수는 1, 3, 109, 327이다. 진약수의 합은 113이므로, 327은 부족수다.
  - 105번째 반소수다. 앞의 반소수는 326, 다음 반소수는 329다.
- {\displaystyle 76^{4}-1}은 327로 나누어떨어진다.

## 과학
- NGC 327: 고래자리 방향에 있는 막대나선은하.

## 교통

### 철도
- 수도권 전철 3호선 경복궁역의 역번호.
- 대구 도시철도 3호선 달성공원역의 역번호.

### 도로
- 일본 327번 국도(일본어판): 미야자키현 휴가시에서 구마모토현 야마토정까지 이어지는 일본의 국도.
- 현도 제327호선

## 군사
- U-327(영어판): 제2차 세계 대전에 사용된 나치 독일의 군용 잠수함.

## 문화유산
- 대한민국의 보물 제327호: 의성 빙산사지 오층석탑
- 대한민국의 사적 제327호: 창원 다호리 고분군

## 방송
- U+ TV의 애니박스 채널 번호.
- KT HCN의 히스토리 채널 번호.

## 기타
- 날짜: 3월 27일
- 연도: 327년, 기원전 327년